# Монтесильо Падилья, Франсиско
Франсиско Монтесильо Падилья (исп. Francisco Montecillo Padilla; род. 17 сентября 1953, Себу, Филиппины) — филиппинский прелат и ватиканский дипломат. Титулярный архиепископ Неббио с 1 апреля 2006. Апостольский нунций в Папуа — Новой Гвинее и на Соломоновых Островах с 1 апреля 2006 по 10 ноября 2011. Апостольский нунций в Танзании с 10 ноября 2011 по 5 апреля 2016. Апостольский нунций в Кувейте и апостольский делегат на Аравийском полуострове с 5 апреля 2016 по 17 апреля 2020. Апостольский нунций в Бахрейне и Объединённых Арабских Эмиратах с 26 апреля 2016 по 17 апреля 2020. Апостольский нунций в Йемене с 30 июля 2016 по 17 апреля 2020. Апостольский нунций в Катаре с 6 мая 2017 по 17 апреля 2020. Апостольский нунций в Гватемале с 17 апреля 2020.